# Earth, Sun, Moon
Earth, Sun, Moon é o terceiro álbum de estúdio da banda Love and Rockets, lançado em 1987 pela gravadora Beggars Banquet Records.
Este álbum acrescenta distorção ao anterior Express, mantendo o psicadelismo.
| Críticas profissionais                                                      | Críticas profissionais |
| Avaliações da crítica                                                       | Avaliações da crítica  |
| Fonte                                                                       | Avaliação              |
| --------------------------------------------------------------------------- | ---------------------- |
| allmusic                                                                    | [ 2 ]                  |
| Esta tabela precisa de ser acompanhada por texto em prosa. Consulte o guia. |                        |

## Faixas
1. "Mirror People" – 4:05
2. "The Light" – 4:16
3. "Welcome Tomorrow" – 3:36
4. "No New Tale to Tell" – 3:26
5. "Here on Earth" – 3:10
6. "Lazy" – 3:12
7. "Waiting for the Flood" – 3:38
8. "Rain Bird" – 3:17
9. "The Telephone Is Empty" – 3:59
10. "Everybody Wants to Go to Heaven" – 5:13
11. "Earth, Sun, Moon" – 3:34
12. "Youth" – 4:42
13. "Mirror People" (slow version) – 4:26

A música Mirror People (slow version) foi incluida no lançamento em CD.

## Intérpretes
- Daniel Ash — vocais, guitarra e saxofone
- David J — vocais e baixo
- Kevin Haskins — bateria e sintetizador